# Webnode
Webnodeとはチェコ共和国ブルノにあるWestcom, s.r.oによるオンラインウェブサイト構築システムである。競合する他のシステムにWeeblyがある。
また、ドラッグ・アンド・ドロップでブログ、掲示板、写真ライブラリ、フィードバックボックス付きのウェブサイトを作成することができるデザインツールも提供している。

## 歴史
Westcom, LtdがWebnodeの開発を開始したのが2006年9月で正式にサービス提供を開始したのは16ヶ月後の2008年1月だった。
開発企業である2002年からWestcomは大手顧客向けのオンラインアプリケーションを製作し、プログラマーが新たなウェブサイトを作成と立ちあげをしやすくするために使用するシステムを開発している。このフレームワークシステムから技術的ノウハウを持たないユーザー向けのウェブサイト構築ツールのアイデアが生まれている。
最初となるチェコ語版がスタートし、その後6月初めにスロバキア語版がスタートした。2008年末の時点でアメリカ合衆国、スペイン、中華人民共和国を含む世界80カ国で20万人のユーザーを抱えるようになった。2年後の2010年時点でユーザー数が200万人以上になり対応言語も12言語に増えていった。

## 機能
Webnodeは個人運営、企業運営、電子商取引ウェブサイトといった3種類のソリューション向けのドラッグ・アンド・ドロップオンラインウェブサイトビルダーである。
また、Internet Explorer、Mozilla Firefox、Netscape、Google Chrome、Safari、Operaといったほとんどのウェブブラウザに対応している。
特筆すべき機能の一つとしてスマートフォンでインターネット接続してウェブサイトを作成編集が可能となっている。

## サービス
このシステムにはフリーミアムビジネスモデルとして制限のある無料バージョンとアップグレードが可能でストレージ容量や帯域幅が追加できて特別な機能が使えるようになるプレミアムパッケージがある。

## 受賞・評価
LeWeb'08 Parisのスタートアップコンペで銀賞を受賞した。